# 접촉점화성 추진제

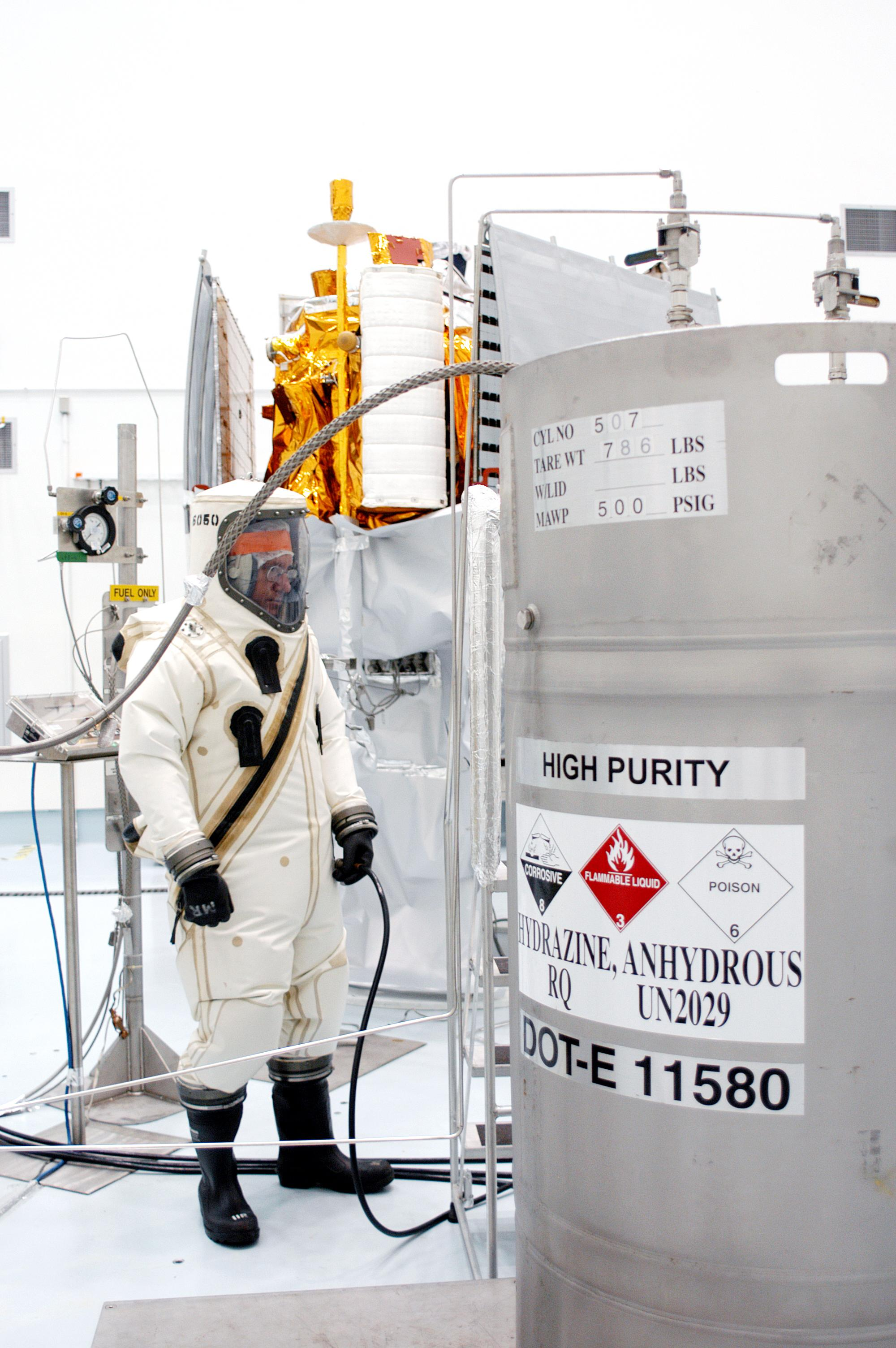
메신저 우주선에 접촉점화성 추진제인 하이드라진을 주입하고 있다. 독성이 강해 방호복을 입었다

접촉점화성 추진제(Hypergolic propellant)는 연료와 산화제가 접촉하면 자연발화되는 액체로켓 연료를 말한다. 저장성 액체 추진제라고도 부른다.

## 역사
소련 로켓 엔진 연구자 발렌틴 글루쉬코는 1931년에 접촉점화성 연료를 실험했다.
접촉점화성 추진제는 1940년 미국에서도 독립적으로 개발되었다. 소련, 독일에 이어 세번째였다.

## 사례
- 에어로진 50 + 사산화 이질소 (N2O4) – 타이탄 2호 등 미국 로켓에 사용되었다. 에어로진 50은 50% UDMH와 50% 하이드라진(N2H4)를 혼합한 것이다.

- UDMH + 사산화 이질소 (N2O4) – 프로톤 로켓 등 러시아에서 자주 사용된다.

- UH-25 – 25% 하이드라진과 75% UDMH의 혼합물이다.

- 모노메틸하이드라진 + 사산화 질소 (NTO)